# Споменик природе Кестен Ћурчина у Панчеву
Споменик природе Кестен Ћурчина у Панчеву је природни ботанички споменик треће категорије заштићених природних добара Републике Србије као редак примерак своје врсте који се очувао у градској средини.

## Опис
Споменик природе се налази у центру Панчева, у улици Петра Драпшина број 8, у дворишту породичне куће Ћурчина на надморској висини од 78 метара. Споменик природе је заштићен Одлуком о заштити споменика природе „Кестен Ћурчина у Панчеву” („Службени лист општине Панчево” бр. 2/07 и „Службени лист града Панчева” бр. 13/09), врста: Споменик природе — ботанички, трећа категорија: значајно природно добро. Под Спомеником природе Кестен Ћурчина у Панчеву се подразумева стабло дивљег кестена и припадајући простор чија је граница одређена хоризонталном пројекцијом крошње стабла пречника 16,50 метара. Заштићена површина износи 2,14 ари, обухвата катастарску парцелу бр. 4146 и део суседне катастарске парцеле бр. 4145/1, која је део заштићене околине Споменика културе. Кестен Ћурчина у Панчеву је засађен пре скоро век и по, пре око 140 година, представља значајно природно добро поред биолошке вредности карактерише и културно-историјска вредност. Налази се поред породичне куће Ћурчина, на окућници некадашњег панчевачког књижевника Милана Ћурчина, сина угледног трговца Васе Ћурчина. Стабло има и амбијентално-културолошки значај као саставни део заштићене околине Споменика културе који припада заштићеној целини Трга слободе Панчева.

## Историја
Дивљи кестен је реликтна врста старе терцијерне флоре, ендемит је јужног дела балканског полуострва (Бугарска, Македонија, Грчка). Пре леденог доба било га је и у средњој Европи, а након тога се задржао на Балканском полуострву, на бреговима Тесалија и Епира. Представља листопадно дрво које достиже висину до 30 метара, са прсним пречником до 1 метар и старости од око 200 година. Поседује широку, разгранату јајасто округлу, густо лиснату крошњу. Кора је тамносмеђа, дуго глатка, а касније неправилно испуцала, браздаста, тамно или сивосмеђа и љушти се у танким љуспама плуте. Коренов систем је површински, јако развијен. У младости се формира главни корен, а касније се образују бројни бочни коренови. Лист је прстасто дељен са обично седам листића на заједничкој дршци. Листови су при врху зашиљени, а при основи клинасти дуги 8—20 и широки 4—10 центиметара. Средњи листић је највећи, а доња два су најмања. Пупољци су покривени великим, широким љуспама црвеносмеђе боје.
Кестен Ћурчина у Панчеву је репрезентативан примерак своје врсте, импозантних димензија и доброг здравственог стања. Поред велике старости јединственим га чини очуваност и виталност. Кестен, реликтна врста и ендемит јужног дела балканског полуострва значајан је у очувању биодиверзитета. Споменик природе је достигао старост од око 140 година, што представља доказ веома добре способности прилагођавања свим променама средине под антропогеним утицајем. Стабло је доброг здравственог стања, на деблу стабла нису примећене никакве промене. Не уочавају се фитопатолошке нити ентомолошке промене, као ни промене механичке природе. У непосредном окружењу нема евидентираних активности које би угрозиле ово природно добро. Споменику природе одређен је режим заштите трећег степена 2006. године на иницијативу власника. Овим режимом заштите се утврђује селективно и ограничено коришћење природних богатстава и контролисане интервенције и активности у простору, уколико су усклађене са функцијама заштићеног природног добра или су везане за наслеђене традиционалне облике обављања привредних делатности и становања, укључујући и туристичку изградњу.

## Карактеристике
Дендометријске карактеристике заштићеног подручја споменика природе су:
| Опис                       |            |
| висина стабла              | 21,50 m    |
| висина дебла до прве гране | 3,70 m     |
| пречник крошње             | 16,50 m    |
| обим дебла на 1,30 m       | 2,85 m     |
| пречник дебла на 1,30 m    | 0,91 m     |
| старост стабла             | 140 година |